# 特夫勒
特夫勒（法語：Tœufles，法語發音：[tœfl]）是法国上法蘭西大區索姆省的一个市镇，属于阿布维尔区。

## 地理
特夫勒（50°3'59"N, 1°42'52"E）面积8.88 平方千米，位于法国上法蘭西大區索姆省，该省份为法国北部沿海省份，北起加来海峡省和北部省，西接滨海塞纳省和大西洋英吉利海峡，南至瓦兹省，东临埃纳省。
与特夫勒接壤的市镇（或旧市镇、城区）包括：维默地区阿舍、贝昂、埃尔库尔、穆瓦耶讷维尔、维默地区图尔斯。

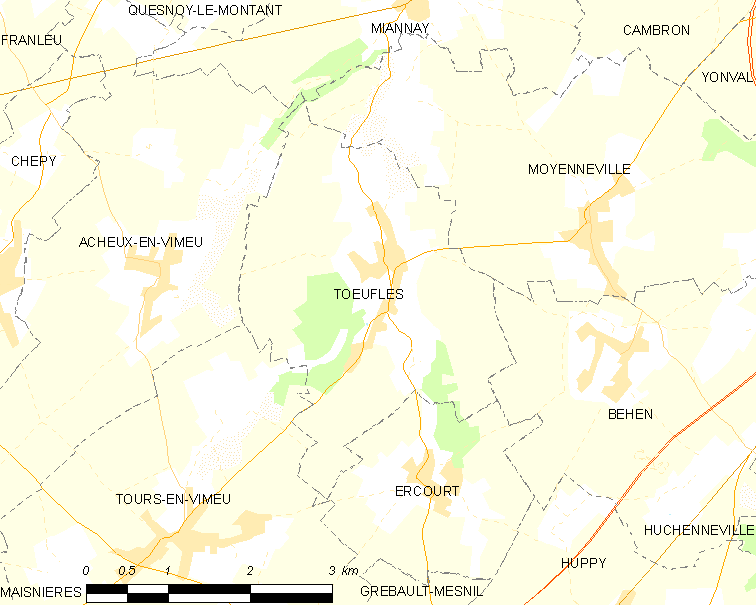
特夫勒的OSM定位图

特夫勒的时区为UTC+01:00、UTC+02:00（夏令时）。

## 行政
特夫勒的邮政编码为80870，INSEE市镇编码为80764。

## 政治
特夫勒所属的省级选区为阿布维尔第二县。

## 人口

1962-2008年间特夫勒人口变化图示

特夫勒于2022年1月1日时的人口数量为304人。